# Chongos zamoranos

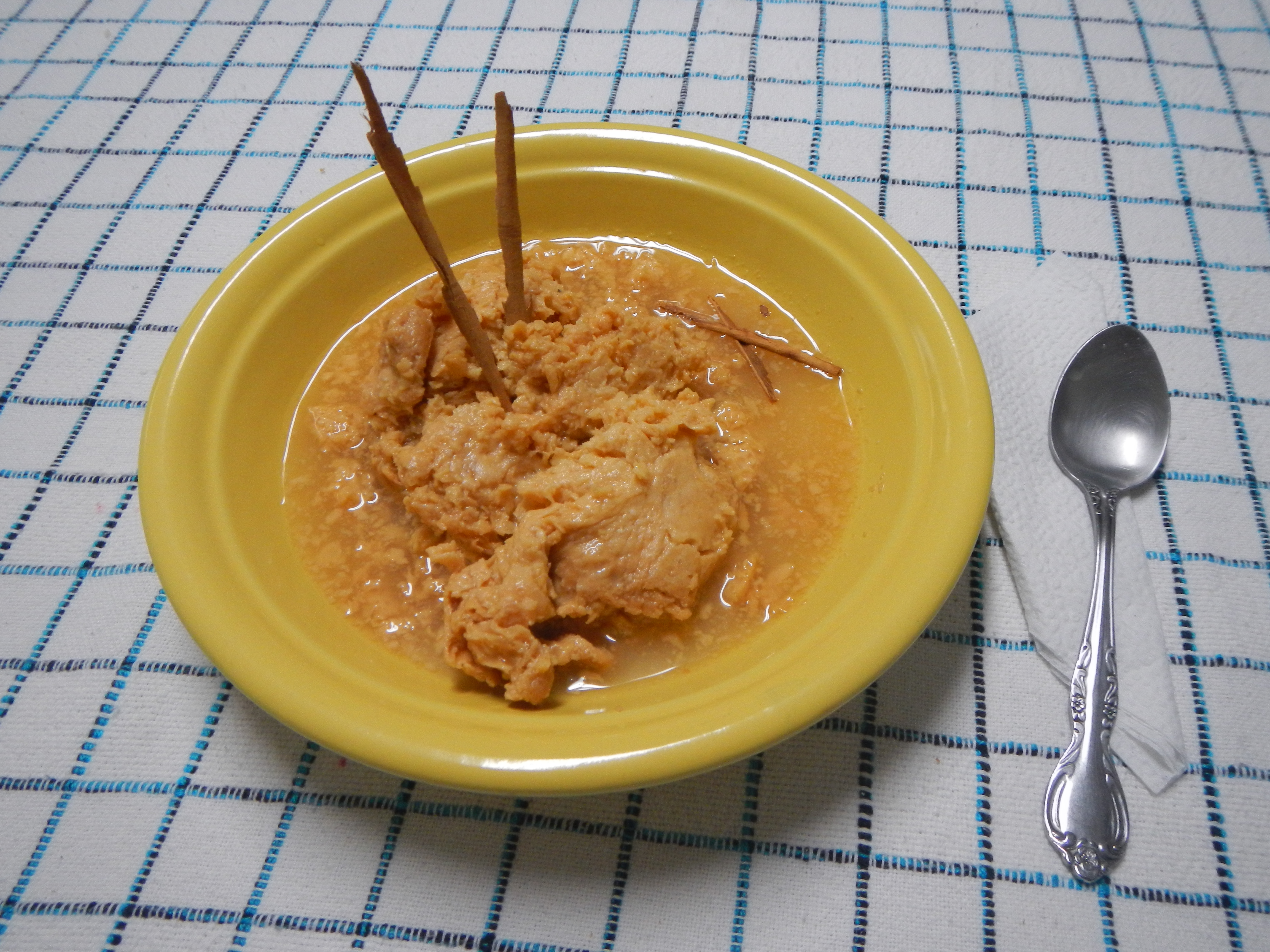
Chongos Zamoranos o dulce de leche del estado de Michoacán en México

Los chongos zamoranos son un postre tradicional de leche cuajada de la gastronomía mexicana. Su origen se atribuye a los conventos del época virreinal, en la ciudad de Zamora, la tercera ciudad más poblada e importante del estado de Michoacán.
Se elabora con leche cortada mediante cuajo, pastillas para cuajar de origen microbiano o mediante jugo de limón, a la que se le agrega azúcar y canela. A diferencia de otros postres elaborados con leche cuajada, los chongos se ponen a hervir a fuego muy lento por horas hasta que se forman los glomérulos suaves de leche en almíbar que parecen chongos. Su consistencia, a diferencia de los quesos, es muy suave.
Son un postre de sencilla elaboración y exquisito sabor, es común que se elabore en los hogares tanto de Zamora, como en el resto de Michoacán. 
También se producen enlatados industrialmente para su consumo dentro y fuera del país. La principal exportación es a los Estados Unidos, y varios países de Sudamérica y Centroamérica.